# Las Peñas de Riglos
Las Peñas de Riglos é um município da Espanha na província de Huesca, comunidade autónoma de Aragão, de área 217,89 km² com população de 297 habitantes (2007) e densidade populacional de 1,29 hab/km².

## Demografia
| Variação demográfica do município entre 1991 e 2004 | Variação demográfica do município entre 1991 e 2004 | Variação demográfica do município entre 1991 e 2004 | Variação demográfica do município entre 1991 e 2004 |
| --------------------------------------------------- | --------------------------------------------------- | --------------------------------------------------- | --------------------------------------------------- |
| 1991                                                | 1996                                                | 2001                                                | 2004                                                |
| 283                                                 | 298                                                 | 268                                                 | 282                                                 |